# Lingua rejang
Il rejang è una lingua appartenente alla famiglia linguistica delle lingue austronesiane, parlata in Indonesia, nel Sud dell'isola di Sumatra dal popolo Rejang.

## Classificazione
La lingua appartiene al ramo maleo-polinesiaco delle lingue austronesiane, anche se non risulta essere direttamente apparentato ad altre lingue maleo-polinesiache. Per Adelaar e Ross, si tratta di una lingua isolata, all'interno di questa famiglia linguistica.